# Jon D. Levenson
Jon Douglas Levenson (geb. 1. April 1949 in Wheeling, West Virginia) ist ein US-amerikanischer jüdischer Bibelwissenschaftler und Albert A. List-Professor für Jüdische Studien (englisch Albert A. List College of Jewish Studies) an der Harvard Divinity School. Levenson forscht im Bereich des Tanach und des rabbinischen Midrasch, mit einem Schwerpunkt auf den philosophischen und theologischen Fragen. Er untersucht die Beziehung zwischen traditionellen Formen der Bibelauslegung und zeitgenössischer Geschichtskritik ebenso wie die Beziehung zwischen Judentum und Christentum. Als sein wichtigster Beitrag auf dem Gebiet der Bibelstudien wird die Neuinterpretation von Texten in der hebräischen Bibel und deren Redaktion im Judentum des Zweiten Tempels einschließlich des rabbinischen Midrasch angesehen.

## Leben und Wirken
Levenson absolvierte seine weiterführende Schulausbildung am Linsley Military Institute in Wheeling, die er 1967 abschloss. 1971 erhielt er seinen BA in Englisch (englisch english studies) am Harvard College und seinen MA und Ph.D. 1975 an der Harvard University. Sein Doktorvater (englisch doctoral advisor) war Frank M. Cross (Hancock-Professor für Hebräisch und andere orientalische Sprachen).
Insgesamt schloss er von 1967 bis 1971 sein Studium an der Harvard University mit den Schwerpunkten Hebräische Bibel und Nordwestsemitistik ab. Nach mehreren Jahren als Lehrer für Religion und Bibelstudien am Wellesley College (1975–1982) lehrte er als außerordentlicher sowie in der Folge als ordentlicher Professor für hebräische Bibel an der Divinity School der University of Chicago (1982–1986) sowie im Committee on General Studies in the Humanities der University of Chicago (1986–1988). Ab 1988 war er Albert A. List-Professor für Jüdische Studien an der Divinity School der Harvard University und außerdem Professor für Sprachen und Zivilisationen des Nahen Ostens (Fruchtbarer Halbmond).
Zu Levensons Forschungsschwerpunkten gehören die Erforschung der theologischen Traditionen im alten Israel zur Zeit des jüdischen Tempels und zur rabbinischen Zeit. Ferner die literarische Interpretation der hebräischen Bibel, des Midraschs, der Geschichte der jüdischen Bibelauslegung, die zeitgenössische jüdische Theologie und jüdisch-christliche Beziehungen. Sein 1987 erschienener Aufsatz Why Jews Are Not Interested in Biblical Theology (deutsche Übersetzung: „Warum Juden kein Interesse an biblischer Theologie haben“) stellte die Bereiche der historischen Kritik und der biblischen Theologie in Frage, wie sie praktiziert und ausführlich diskutiert wurden.
Levenson wurde als „der interessanteste und prägnanteste Bibelausleger unter den zeitgenössischen jüdischen Denkern“ bezeichnet. Es wird beschrieben, dass er jene „Idee in Frage stellt, die Teil der griechischen Philosophie und heute weit verbreitet ist, dass die Auferstehung für Juden und die Anhänger Jesu einfach das Überleben der Seele eines Menschen im Jenseits ist.“ In Resurrection and the Restoration of Israel stellt  Levenson die These auf, dass im klassischen Christentum und Judentum „die Auferstehung für den ganzen Menschen geschieht – Körper und Seele.“ Für die frühen Christen und einige Juden bedeutete die Auferstehung, dass einem der eigene Körper zurückgegeben wurde oder dass Gott möglicherweise nach dem Tod einen neuen, ähnlichen Körper schuf.
Levenson war mit Ruth Miriam Levenson, geborene Aroesty (1949–1996) verheiratet, beide haben einen Sohn Daniel Wolf Levenson.
Levenson ist Mitglied des Redaktionsausschusses der Jewish Review of Books.

## Creation and the Persistence of Evil: The Jewish Drama of Divine Omnipotence(1988)
In seinem Werk Creation and the Persistence of Evil: The Jewish Drama of Divine Omnipotence vertritt Levenson  drei Hauptthesen:
- die Betonung der Schöpfung aus dem Nichts habe das wichtige Thema der anhaltenden Herrschaft Gottes über die Schöpfung verschleiert, indem in dessen Werk ein falsches Gefühl der Endgültigkeit vermittelt würde;
- die mangelnde Beachtung des Tempelthemas im Bereschit habe dazu geführt, dass die Rolle der Menschheit bei der Aufrechterhaltung der Ordnung vernachlässigt würde und
- die Verbindung zwischen Schöpfung und Geschichte, die in den biblischen Bündnissen zum Ausdruck kommt, verdiene mehr Betonung.

Levenson argumentiert, dass das Hauptanliegen der Schöpfungstheologie „die Errichtung einer wohlwollenden und lebenserhaltenden Ordnung sei, die auf der nachgewiesenen Autorität Gottes basiert, der über alle Rivalen triumphierte“, eine „Umwelt, die für ein friedliches menschliches Leben geordnet und vor den Anstürmen von Chaos und Ordnung geschützt sei“. Im Bereschit behauptete die Ewigkeit die Souveränität Gottes.
Gottes Schöpfung war „gut“, aber das Böse bestünde fort. Selbst wenn böse Mächte harmlos erschienen (Psalm 104:26) und in Grenzen gehalten würden (Psalm 104:6-9), erhöbe sich das Böse im Menschen, um Gottes Herrschaft herauszufordern, und triebe sein Volk dazu, für sein Eingreifen zu beten (Psalm104:35; S. 58). Diese Betonung der „Gottesdienstgemeinde“ führt zum zweiten Hauptpunkt von Levensons Werk, so John W. Hilber, der Natur des Tempels als „Mikrokosmos“, der Gottes Volk in ein Drama zwischen Gott und den Mächten des Chaos verwickele.

## Werke
- The Book of Job in its time and in the twentieth century. LeBaron Russell Briggs Prize Essay in English, Harvard University Press, 1972, ISBN 0-674-07860-8. OCLC 380516.
- Theology of the program of restoration of Ezekiel 40-48. Harvard Semitic monographs. Scholars Press, Atlanta 1986, Ga., ISBN 978-0-89130-105-9.
- Sinai & Zion: An entry into the Jewish Bible. Harper, San Francisco / New York 1987, ISBN 978-0-06-254828-3.
- Creation and the persistence of evil: The Jewish drama of divine omnipotence. Harper & Row, San Francisco 1988, ISBN 978-0-06-254845-0.
- The death and resurrection of the beloved son: The transformation of child sacrifice in Judaism and Christianity. Yale University Press, New Haven u.a 1993, ISBN 978-0-300-05532-0.
- The Hebrew Bible, the Old Testament, and historical criticism: Jews and Christians in biblical studies. Westminster John Knox Press, Louisville, Ky 1993, ISBN 978-0-664-25407-0.
- Esther: A commentary. Westminster John Knox Press, Louisville, Ky 1997, ISBN 978-0-664-22093-8.
- Resurrection and the restoration of Israel: The ultimate victory of the God of life. Yale University Press, 2006, ISBN 978-0-300-11735-6.
- Inheriting Abraham: The legacy of the patriarch in Judaism, Christianity, and Islam. Princeton University Press, Princeton 2012, ISBN 978-0-691-15569-2.
- The Love of God: Divine Gift, Human Gratitude, and Mutual Faithfulness in Judaism. Princeton University Press, Princeton 2015, ISBN 978-0-691-16429-8.

- zusammen mit Kevin J. Madigan: Resurrection: The power of God for Christians and Jews. Yale University Press, New Haven 2008, ISBN 978-0-300-12277-0.
- zusammen mit Baruch Halpern (Hrsg.): Traditions in transformation: Turning points in Biblical faith. Eisenbrauns, Winona Lake, Ind. 1981, ISBN 978-0-931464-06-5.